# Appelez-moi Jo !
 (octobre 2010).
Si vous disposez d'ouvrages ou d'articles de référence ou si vous connaissez des sites web de qualité traitant du thème abordé ici, merci de compléter l'article en donnant les références utiles à sa vérifiabilité et en les liant à la section « Notes et références ».
Appelez-moi Jo ! (titre original : Chiamatemi Giò !) est une série télévisée italienne, créée en 2009 par Daniela Borsese et diffusée  sur Disney Channel en Italie, en France et aussi en Espagne (sous le nom de « Llámame Cris »). Elle n'a connu que deux saisons.

## Synopsis
Jo vient de quitter la campagne pour emménager en ville. Elle découvre sa nouvelle école et ses futurs camarades, tous très différents des personnes qu'elle a connues jusqu'alors...

## Fiche technique
- Titre français : Appelez-moi Jo !
- Titre original : Chiamatemi Giò !
- Durée : 15 minutes

## Distribution
- Sara Santostasi (it) : Joanna «Jo» Manzi : fille responsable et intelligente qui a déménagé avec son père qui la surnomme « ma musaraigne », dans la ville de Rome. Ses amis la surnomment Jo. Amoureuse de Filippo avec lequel elle sortira, elle se disputera avec Silvana et Ariana, elles aussi amoureuses de Filippo. Elle est contrainte d'étudier avec Alessandro. Ce dernier, par la suite, essayera de mieux la comprendre. Peu attentive au look, elle changera radicalement sa manière de s'habiller à l'occasion d'un rendez-vous avec Filippo.
- Furio Bigi : Furio Poletti : garçon sympathique, ami de Filippo. Il est amoureux de Silvana. Il devra s'associer avec Jo, pour un projet scolaire. Il fait partie de l'air-band de garçons, créée par Nico, le concierge de l'établissement.
- Stefano Contieri : Filippo Grazioli : garçon studieux et le plus beau de l'établissement. Ami de Furio, il sera le fautif d'un accident, pendant les préparatifs du défilé où il rompra avec Jo, même si par la suite il lui proposera qu'ils se remettent ensemble.
- Simone Previdi : Alessandro «Alex» Facchetti : garçon fermé, grand amateur de surf et complètement indifférent aux études. Il sera aidé par Jo qui lui donnera des cours de soutien et c'est à partir de là qu'il commencera à s'éprendre d'elle. Dans la seconde saison il sortira pour un peu de temps avec une fille nommée Titti, mais seulement parce que Jo est sortie avec Filippo. Il rompra avec Titti et sortira avec Jo, qui, quant à elle, n'est plus avec Filippo.
- Carlotta Rossi : Silvana Maltagliati : fille studieuse. Amoureuse de Filippo, elle donnera au début de la série du fil à retordre à Jo. Furio est amoureux d'elle.
- Alice Vastano : Arianna Testa : fille vaniteuse et indifférente aux études. Elle se liera d'amitié avec Jo seulement pour améliorer sa moyenne, mais Jo l'apprendra et fera tout pour lui mettre des bâtons dans les roues. Elle sortira avec Filippo, au début de la série, mais il la délaissera pour se mettre avec Jo. Au début elle haïra Silvana, mais elles s'allieront pour battre Jo, dans un devoir assigné par le professeur Lombards.
- Andrea Appi (it) : Galileo Manzi : il est le père, assez drôle, de Jo. Il aime sa fille, qu'il surnomme affectueusement sa "musaraigne", il veut toujours rester avec elle et déteste la voir souffrir.
- Marco Galluzzi : Nico Bidello : il est le concierge de l'école, il aime le rock et est respecté de tous les élèves. Il semble sévère, mais en réalité il est très sympathique. Il crée une bande avec quelques garçons dans laquelle on peut retrouver Furio. Il feint d'avoir un jumeau pour cacher sa passion pour la musique classique.

### Première saison (2009)
1. Mon premier jour       (Il mio primo giorno)
2. Faux départ            (Falsa partenza)
3. La Tâche de la classe  (Il compito in classe)
4. Qui trouve un ami      (Chi trova un amico)
5. La Lettre              (La lettera)
6. Une destination        ( A Destinazione)
7. Rencontres et affrontements   (Incontri e scontri)
8. Chutes et rechutes     (Cadute e ricadute)
9. Préférences            (Preferenze)
10. La Partie              (La festa)
11. Questions de style     (Questioni di stile)
12. Un vent de changement  (Cambio di rotta)
13. Inventions             (Invenzioni)
14. Eureka                 (Eureka)
15. Parfois, ils reviennent...    (A volte ritornano...)
16. Jo a triché !          (Chipt Jo !)
17. Faketti & Compagnie    (Faketti & cie)
18. Le nouveau professeur  (Il nuovo insengnante)
19. Le secret de Jo        (Il segreto di Jo)
20. La retenue             (Moderazione)

### Deuxième saison (2009)
1. Maison, douce maison (Casa dolce casa)
2. Le Placard (L'apparenza inganna)
3. Les amis sont comme des coquelicots (Gli amici sono come i papaveri)
4. Rien n'est impossible (Niente è impossibile)
5. Le Rendez-Vous (L'appuntamento)
6. Points de vue (Punti di vista)
7. Nouveau Monde (Nuovo mondo)
8. Tout le monde a besoin de quelqu'un (Tutti hanno bisogno di qualcuno)
9. Qui aurait cru (Chi l'avrebbe mai detto)
10. Le Prix du choix (Il prezzo delle scelte)
11. Le Côté b (Il lato b)
12. Prendre est facile (Prendete è facile)
13. Interférences (Interferenze)
14. Contact (Contatti)
15. Sur scène - Première partie (In scena - Prima Parte)
16. Sur scène - Deuxième partie (In scena - Seconda Parte)
17. S.O.S (S.O.S)
18. Révélations (Rivelazioni)
19. La Solution de l'énigme (La soluzione dell'enigma)
20. Départ (La partenza)